# Sebastian Lanser

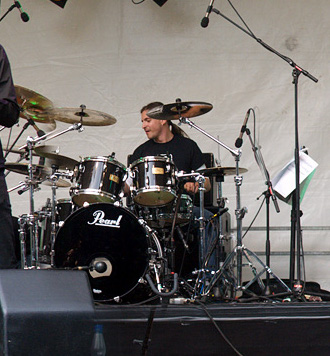
Sebastian Lanser, 2008

Sebastian Lanser (* 9. August 1983 in Salzburg) ist ein österreichischer Jazz-, Metal- und Progressive-Rock-Schlagzeuger.

## Leben
Lanser kam in Salzburg als Sohn einer musikalischen Familie zur Welt. Als Vierjähriger bekam er zu Weihnachten von seinen Eltern Bongos und Sticks geschenkt, ein Ereignis, das er als den Beginn seines musikalischen Wirkens betrachtet. Aufgrund seiner Begeisterung für die Instrumente schenkten ihm seine Eltern dann ein fünfteiliges Schlagzeugset, mit acht Jahren nahm er erstmals Schlagzeug-, dann auch Klavierunterricht. Als Jugendlicher spielte er bereits in Bands verschiedenster Musikrichtungen. Sein Schlagzeug- und Klavierstudium an der Anton Bruckner Privatuniversität in Linz schloss er mit Auszeichnung ab und erhielt 2006 sein Diplom.

## Wirken
Unter anderem spielte Lanser von 1997 bis 2003 in der Band Unknown Dimension. Seit 2006 spielt er als Gründungsmitglied bei Juvaliant, spielte von 2006 bis 2008 Edenbridge und seit 2007 bei der deutschen Formation Panzerballett. Er spielte auch in Andreas Domberts Formation Dombert's Urban Jazz, mit Martin Grubinger bei xenofinity, der neuen Progressive-Band des deutschen Gitarristen Martin Miller, und tourte mit Camerata Academica, wo er mit Trilok Gurtu zusammenspielte. Seit 2013 veranstaltet er mit Johannes Großmann, besser bekannt als Hannes Grossmann von Bands wie Blotted Science, Necrophagist oder Obscura, mit dem gemeinsamen Duo-Projekt Drum Illuminati Workshops mit dem Schwerpunkt Doublebass- und Contemporary-Heavy-Drumming.
Lanser tritt auch mit Solo-Performances auf und gibt Workshops und Seminare. So trat er bei den Karlsruher Trommeltagen, dem Dresdner Drum Festival und beim Extreme Drummers Universe Festival auf. Er gilt mittlerweile auch international als fester Bestandteil der Jazz-, Metal- und Progressive-Szene. Er wurde mehrfach ausgezeichnet. Von 2014 bis 2020 war er Drummer von Obscura.

## Rezensionen
„Lanser sucht sich möglichst unnormale Noten, wie zum Beispiel Quintolen, ordnet sie in möglichst ungleichmäßigen Abständen in möglichst ungewohnte Taktarten, wie zum Beispiel den 11/8 Takt und spielt das ganze in möglichst unspielbaren Tempi, sagen wir jenseits der 200 Schläge pro Minute. Dass Lanser gleichzeitig noch Figuren im 4/4 Takt spielt, um dem Publikum zu suggerieren, alles sei ganz einfach und tanzbar, versteht sich von selbst.“